# Suh Hyo-won
Suh Hyo-won (Koreaans: 서 효원) (Gyeongju, 10 mei 1987) is een Zuid-Koreaans professioneel tafeltennisster. Ze speelt verdedigend, is rechtshandig en speelt met de shakehandgreep. Suh is haar achternaam. Haar naam wordt ook wel gespeld als Seo Hyo-won.
Zij vertegenwoordigde haar land op de Olympische Zomerspelen 2016 maar won geen medailles.

## Belangrijkste resultaten
- Brons met het team op de wereldkampioenschappen 2018.